# ليس آسيا
ليس آسيا (من مواليد روزا مينا شيرر؛ 3 مارس 1924 - 24 مارس 2018 ) كانت مغنية سويسرية فازت بأول مسابقة يوروفيجن للأغاني في عام 1956. ولدت آسيا في روبيرسويل، أرجاو، وبدأت مسيرتها الفنية كراقصة، لكنها توجهت إلى الغناء في عام 1940.

## مسابقة الأغنية الأوروبية
في عام 1956 كانت الفائزة في مسابقة الأغنية الأوروبية الأولى، والتي غنت فيها لسويسرا. كانت أيضًا في النهائي الوطني الألماني في ذلك العام وعادت إلى المنافسة مرة أخرى لسويسرا عامي 1957 و1958. نجاحها في يوروفيجن تبعه نجاح في ألمانيا مع "O mein Papa" في عام 1950 وهي أغنية ألمانية حنين إلى الماضي.